# Ысык-Атинский район
Ысык-Атинский район (кирг. Ысык-Ата району) — административная единица в составе Чуйской области Кыргызстана. Административный центр — город Кант, который собственно в район не входит.

## История
Образован в 1977 году как Иссык-Атинский район путём разделения Чуйского района. В 1990-е годы название было изменено на современное.

## Население
По данным переписи населения Кыргызстана 2009 года, киргизы составляют 62 620 человек из 132 759 жителей района (47,2 %), русские — 28 000 человек (21,1 %), дунгане — 19 223 человека (14,5 %), турки — 4699 человек (3,5 %), уйгуры — 4091 человек (3,1 %), азербайджанцы — 3486 человек (2,6 %), узбеки — 2207 человек (1,7 %), немцы — 1524 человека (1,1 %), украинцы — 1343 человека (1,0 %), казахи — 1317 человек (1,0 %), татары — 1078 человек (0,8 %).

## Административно-территориальное деление
Городские населённые пункты:
- Город Кант.

Сельские населённые пункты (сёла), входящие в 18 аильных (сельских) округов:
- Ак-Кудукский аильный округ: с. Кировское (центр), Ак-Кудук, Котовское, Первомайское, Хун-Чи[4];
- Бирдикский аильный округ: с. Бирдик, Хун-Чи[5];
- Джээкский аильный округ: с. Дмитриевка, имени Гагарина, Джээк;
- Ивановский аильный округ: с. Ивановка;
- Интернациональный аильный округ: с. Интернациональное, Джар-Башы;
- Иссык-Атинский аильный округ: с. Алмалуу (центр), Горная Серафимовка, Джогорку-Ичке-Суу, Ичке-Суу, Карагай-Булак, Норус, Таш-Башат, Тогуз-Булак, Уч-Эмчек;
- Кен-Булунский аильный округ: с. Кен-Булун, Гидростроитель, Дружба, Чолпон;
- Кочкорбаевский аильный округ: с. Кенеш (центр), Буденновка, Доктурбек Курманалиев;
- Краснореченский аильный округ: с. Красная Речка;
- Логвиненовский аильный округ: с. Новопокровка[6] , Чон-Далы;
- Люксембургский аильный округ: с. Люксембург, Киршёлк;
- Милянфанский аильный округ: с. Милянфан;
- Новопокровский аильный округ: с. Новопокровка[7], Ленинское, Сары-Джон;
- Нурманбетский аильный округ: с. Нурманбет, Первомайское, имени Алиаскара Токтоналиева;
- Сын-Ташский аильный округ: с. имени Тельмана (центр), Ак-Сай, Жетиген, Кызыл-Арык, Отогон, Рот-Фронт, Советское, Сын-Таш;
- Тузский аильный округ: с. Туз, Дайырбек, Жайалма, Нижняя Серафимовка;
- Узун-Кырский аильный округ: с. Джер-Казар, Дружба, Нижний Норус;
- Юрьевский аильный округ: с. Юрьевка, Ысык-Ата.